# مارتن كاريلس
مارتن كاريلس (بالإنجليزية: Martin Carelse)‏ (21 نوفمبر 1980 في جنوب أفريقيا - ) هو لاعب كرة قدم جنوب أفريقي في مركز الدفاع. لعب مع أياكس كيب تاون ونادي كايزر تشيفز وFree State Stars F.C. ‏ وVasco da Gama F.C. ‏ وDynamos F.C. (South Africa) ‏ ونادي أمازولو.